# Murray-Inseln (Südliche Orkneyinseln)
Die Murray-Inseln sind eine Gruppe kleiner Inseln im Archipel der Südlichen Orkneyinseln. Sie liegen 1,9 km südöstlich des Kap Whitson vor der Südküste von Laurie Island.
Der britische Antarktisforscher Matthew Brisbane (1787–1833), der die Südküste unter der Führung von James Weddell erkundet hatte, kartierte sie im Januar 1823. Weddell benannte sie nach dem Uhrmacher James Murray (1780–1847), dem Hersteller der Chronometer für die Seereise.